# Peplopause
Als Peplopause (aus altgriechisch Πέπλος Peplos, deutsch ‚Mantel, luftiges Gewand‘ und παῦσις paũsis, deutsch ‚Ende‘) wird in der Meteorologie und der Geophysik (in Analogie zum Terminus Tropopause) eine Grenzfläche in der unteren Atmosphäre bezeichnet, die im Durchschnitt 1,5 bis 3 km über dem Meeresniveau liegt. Sie wird auch als Mantelschicht bezeichnet.

## Beschreibung
Sie bildet den Übergang zwischen der bodennahen Grundschicht oder Peplosphäre – in der die Luftbewegung stark von der Bodenreibung beeinflusst wird – und dem darüber liegenden Teil der Troposphäre (freie Atmosphäre). Besonders deutlich ist sie  bei Inversionswetterlagen mit kalt-klaren Nächten ausgeprägt, wo die Peplopause häufig mit der Obergrenze des Hochnebels zusammenfällt. Unterhalb enthält die Luft wegen der mangelnden Durchmischung überdurchschnittlich viel Wasserdampf und Aerosole, sodass sich eine merkliche Dunstschicht bildet.
Als Bergsteiger kann man die Peplopause oft auch im Sommerhalbjahr erkennen, wenn die Täler noch im Frühnebel liegen, die höheren Berghänge aber schon im Sonnenschein. Die durch Einstrahlung entstehenden Aufwinde durchwirbeln dann in diesen Höhen die Luft und führen zu einer lokalen Verschiebung der Dunstgrenze. Auch Piloten kennen diese "schmutzig" erscheinende Grenzfläche, die insbesondere an dunstigen Tagen über dem Flachland liegt. Sie wird einige Minuten nach dem Start durchflogen und hebt sich in diesen Momenten durch ihren braun-grauen Farbton deutlich vom Himmelsblau ab. Die Fernsicht verbessert sich ab dieser Flughöhe von durchschnittlich 1800 m meist markant.
Im Gebirge stellt die Peplopause bisweilen auch eine Umkehrschicht der lokalen Windsysteme dar, wenn zum Beispiel Geländestufen mit unterschiedlicher Albedo des Gesteins oder sich änderndem Bewuchs einhergehen. Durch Konvektion können sich unterhalb lokale Hang-, Auf- bzw. Talwinde ausbilden, die oberhalb durch anders gerichtete Winde kompensiert werden. Erfahrene Segelflieger nützen solche Wetterlagen zur Erzielung besonders weiter Flugdistanzen (siehe zum Beispiel Dreiecksflug bei Weltmeisterschaften).